# Amei um Bicheiro
Amei Um Bicheiro é um filme policial brasileiro lançado em 1952, produzido pela Atlântida Cinematográfica. O argumento da obra é de autoria do ator Jorge Dória.
Foi inspirado nos filmes noir e thrillers americanos de John Huston e Jules Dassin..

## Sinopse
Jovem ambicioso sai do interior e vem para o Rio de Janeiro, onde acaba se envolvendo com o jogo do bicho. Após um tempo na cadeia, resolve mudar de vida. Casa-se com Laura e tenta viver honestamente. Mas Laura precisa fazer uma cirurgia. Para conseguir o dinheiro, Carlos volta à antiga atividade e acaba desafiando o poderoso Almeida, um violento banqueiro do jogo ilegal, com o apoio da amante francesa do bandido e do amigo Passarinho.[carece de fontes?]

## Elenco
- Cyl Farney.... Carlos
- Eliana.... Laura
- Grande Otelo....Passarinho
- José Lewgoy.... Almeida
- Josette Bertal.... Yvonne
- Jece Valadão
- Wilson Grey